# سوني ميوزيك للنشر
سوني /أي تي في (بالإنجليزية: Sony/ATV Music Publishing)‏ سوني / أي تي في هي شركة نشر موسيقى أمريكية تملكها سوني من خلال «سوني إنتيرتينمنت».تأسست الشركة كقسم من (Associated Television (ATV)) في عام 1955.وفي عام 1985، حصل مايكل جاكسون على أي تي في ميوزك مقابل 47.5 مليون دولار.